# アミソーダロス

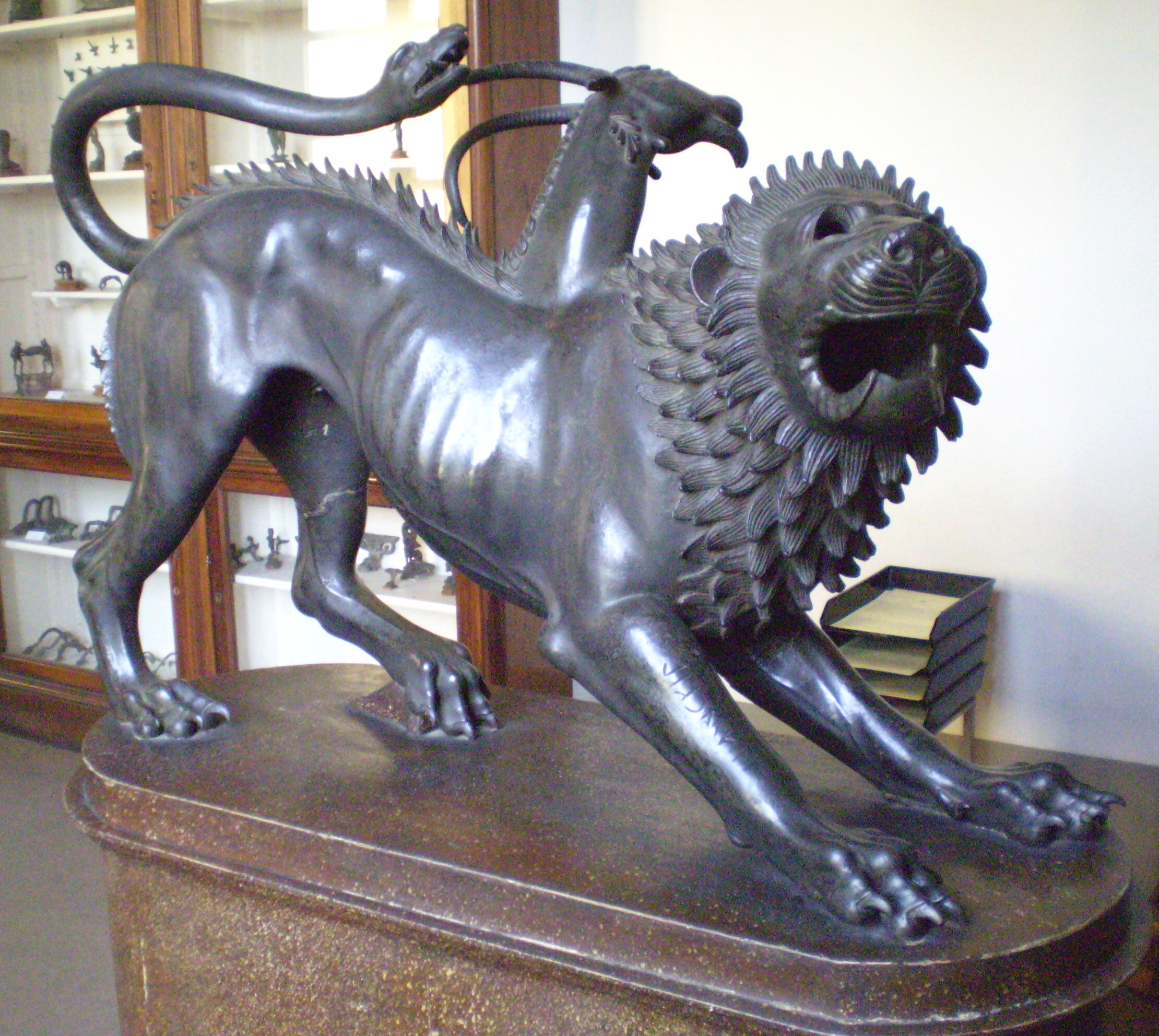
アミソーダロスが育てたとされるキマイラは、ヘーシオドスによればライオンと山羊、蛇の3つの頭を持つ怪物とされる。画像は1553年にイタリアのトスカーナ州アレッツォから発見されたキマイラ像（アレッツォのキマイラ）。

アミソーダロス（古希: Ἀμισώδαρος, Amisōdaros）またはアミソダロス（古希: Ἀμισόδαρος, Amisodaros）は、ギリシア神話の人物である。アテュムニオス、マリスの父。また怪物キマイラを育てた人物とされる。 
一説によればアミソーダロスはリュキア人からはイサラスと呼ばれ、またキマイラはキマロスという海賊の首領で、彼らをゼレイアの地からリュキアに連れてきたのがアミソーダロスであるという。しかしキマイラはベレロポーンに討伐された。
また彼の2人の息子はリュキア王サルペードーンに仕えたが、トロイア戦争で戦死した。2人を討ったのはピュロスの武将アンティロコスとトラシュメーデースだった。